# Zsa Zsa Speck
Zsa Zsa Speck, egentligen Perry Pandrea, född 1967, spelade keyboard i Marilyn Manson från 1989 till 1990. Hans artistnamn är bildat av skådespelerskan Zsa Zsa Gabor och massmördaren Richard Speck.
Tiden efter Marilyn Manson sjöng Pandrea i Collapsing Lungs, som 1994 släppte albumet Colorblind. Enligt uppgift arbetar han nu som lärare.